# Neritan Ceka
Neritan Hasan Ceka (Tirana, 11 febbraio 1941) è un archeologo, politico e diplomatico albanese.

## Biografia
È nato l'11 febbraio 1941 a Tirana, nella Repubblica Popolare Socialista d'Albania; suo padre, Hasan, è stato un illustre archeologo. Dopo essersi diplomato presso il ginnasio Qemal Stafa ha frequentato l'Università di Tirana, laureandosi nel 1962 in archeologia illirica col professor Selim Islami. Ha conseguito poi un master nel 1980 e un dottorato nel 1992.
Dopo la laurea ha insegnato storia per un anno presso il ginnasio Halim Xhelo di Valona e per un anno presso la scuola pedagogica di Elbasan, dove ha inoltre diretto il locale museo archeologico dal 1967 al 1969; contestualmente ha lavorato come archeologo presso l'Istituto di storia dell'Università di Tirana, presso l'Istituto dei monumenti culturali, presso il museo di Apollonia e presso il centro di ricerca archeologica dell'Accademia delle Scienze, partecipando a numerosi scavi presso Apollonia, Belsh, Butrinto, Byllis e Selcë e Poshtme oltre che a ricerche subacquee nelle acque costiere dello stretto di Corfù. Dal 1993 al 2007 ha insegnato archeologia come professore esterno presso l'Università di Tirana.
È stato uno dei fondatori del Partito Democratico d'Albania e con la progressiva caduta del regime socialista è stato eletto nel 1991 all'Assemblea dell'Albania, venendo poi rieletto nel 1997, nel 2001 e nel 2005. Tra il 1997 e il 1998 è stato Ministro degli affari interni nel secondo governo di Fatos Nano.
Nel 2013 è stato nominato ambasciatore straordinario e plenipotenziario d'Albania in Italia, rimanendo in carica fino alle dimissioni rassegnate nel 2016.

## Controversie
Nel 2015, durante il suo mandato come ambasciatore, è finito al centro di un'inchiesta per corruzione, venendo accusato di aver partecipato alla presunta compravendita di voti della minoranza arbëreshë per l'elezione al Parlamento europeo di Giuseppe Ferrandino.

## Vita privata
Ha almeno due figli, Egin, anch'egli diplomatico, e Redon.

## Opere
- (EN) Butrint: a guide to the city and its nonuments, prefazione di John Julius Norwich, Londra, The Butrint Foundation, 1999, ISBN 0-953-55560-7, OCLC 42308082.